# Thessitus cremeri
Thessitus cremeri är en insektsart som beskrevs av Jacobi 1944. Thessitus cremeri ingår i släktet Thessitus och familjen Eurybrachidae. Inga underarter finns listade i Catalogue of Life.